# Vantakalleberget
Vantakalleberget är ett naturreservat i Ronneby kommun i Blekinge län.
Reservatet är skyddat sedan 1980 och omfattar 70 hektar. Det är beläget norr om Kallinge och består av ett skogsområde runt om  Hallsjön.
De båda naturreservaten Gröngölsmåla och Vantakalleberget utgör tillsammans ett stort barrskogsdominerat område i Blekinge. På de magra hällmarkerna utgörs skogen huvudsakligen av tall med mindre granbestånd insprängda i de fuktigare sänkorna. I den norra delen växer mest barrblandskog. I de lägre partierna samt vid sjön är inslaget av björk, ek och bok ganska stort.
Naturreservatet ingår i EU:s ekologiska nätverk, Natura 2000.